# LGBT au Brésil
Les  droits des personnes LGBT au Brésil se sont accrus depuis la fin de la dictature militaire au Brésil (1964-1985).

## Histoire
- 1830 : Pierre Ier du Brésil fait entrer dans la loi le Code pénal impérial. Il élimine toute référence à la sodomie[1].

- 1979 : O Lampião da Esquina (pt), un magazine gay rédigé par plusieurs auteurs connus, comme João Silvério Trevisan (pt), Aguinaldo Silva et Luiz Mott (pt), est créé mais disparaît l'année suivante.

- 1980 : Grupo Gay da Bahia, la plus ancienne association homosexuelle du Brésil, est fondée à Salvador, Bahia, de même que SOMOS, une autre association à São Paulo, État de São Paulo.

- 1989 : les constitutions des États du Mato Grosso et du Sergipe passent dans la loi. Elles interdisent explicitement les discriminations fondées sur l'orientation sexuelle[2],[3].

- 1995 : au Congrès, Marta Suplicy propose le projet de loi no 1151 sur les unions civiles. Le projet de loi attend son approbation depuis lors.

- 1997 : G Magazine (pt), le premier magazine pornographique destiné aux homosexuels de diffusion nationale, est publié.

- 2004 : Rio Grande do Sul légalise l'union civile après une décision de la Cour en mars[4].

- 2006 : un couple d'hommes de Catanduva, São Paulo adopte officiellement une petite fille de cinq ans[5]. D'après la Folha de S.Paulo, un couple lesbien du Rio Grande do Sul fut le premier à obtenir un tel droit[6].

- 10 juin 2007 : lors de sa onzième édition, la Marche des fiertés de São Paulo (pt) bat son propre record en rassemblant 3, 5 millions de personnes[7].

- 25 juin 2007 : une affaire mène devant le conseil de la justice un juge pour avoir déclaré que le football est un « sport viril et masculin et non pas un sport homosexuel ».

- 14 mai 2013 : le Conseil national de justice (CNJ) annonce par communiqué que les tribunaux publics qui célèbrent les mariages ne pourront pas refuser les unions entre personnes de même sexe[8].

- 2017 : la justice fédérale autorise les psychologues à proposer des « thérapies de conversion » aux homosexuels, allant à l'encontre des avis du Conseil national de psychologie (qui interjette appel) et de l'Organisation mondiale de la santé, provoquant un tollé chez les militants LGBT et l'organisation d'une manifestation[9].

- 2018 : Erica Malunguinho devient la première personne trans à devenir parlementaire.

## Conditions de vie

### Situation légale
Pour un article plus général, voir Droits LGBT.

#### Lois contre la discrimination
Les constitutions des États du Mato Grosso et du Sergipe interdisent explicitement les discriminations fondées sur l'orientation sexuelle. En 2003, ces discriminations sont interdites dans les statuts de 73 villes, comprenant São Paulo et Rio de Janeiro, et dans les constitutions de trois États.
En 2007, une loi fédérale contre la discrimination est adoptée au Sénat. La constitution fédérale n'a aucune loi spécifique contre la discrimination fondée sur l'orientation sexuelle, mais possède un article général qui peut inclure de tels cas. Les opposants à une loi contre les discriminations fondées sur l'orientation sexuelle utilisent l'existence de cet article pour montrer qu'une loi spécifique est inutile. Les défenseurs de la nouvelle loi trouvent cependant cet article insuffisant. Des sénateurs conservateurs catholiques et protestants ont affirmé qu'une telle loi serait une agression envers la liberté religieuse garantie par la Constitution. La sénatrice Fátima Cleide (pt) (PT-RO) a déclaré que la loi devrait être approuvée parce que « le pays compte tragiquement un meurtre d'homosexuel tous les deux jours ». L'ancien pasteur évangélique et sénateur Marcelo Crivella (PRB-RJ) a critiqué le texte, disant que les homosexuels allaient recevoir une protection qui "devrait être donnée aux femmes, aux personnes âgées et aux enfants".
Les unions civiles de couples homosexuels n'ont été établies au niveau d'un État que dans l'État du Rio Grande do Sul. Une décision de la cour laisse en attente depuis 2005 la légalisation du mariage homosexuel au niveau de la nation entière.
Le 14 juin 2019, la Cour suprême inclut l'homophobie dans les lois anti-discriminations existantes en attendant que le congrès décide d'une loi.

### Violences
Pour un article plus général, voir Violence contre la communauté LGBT.

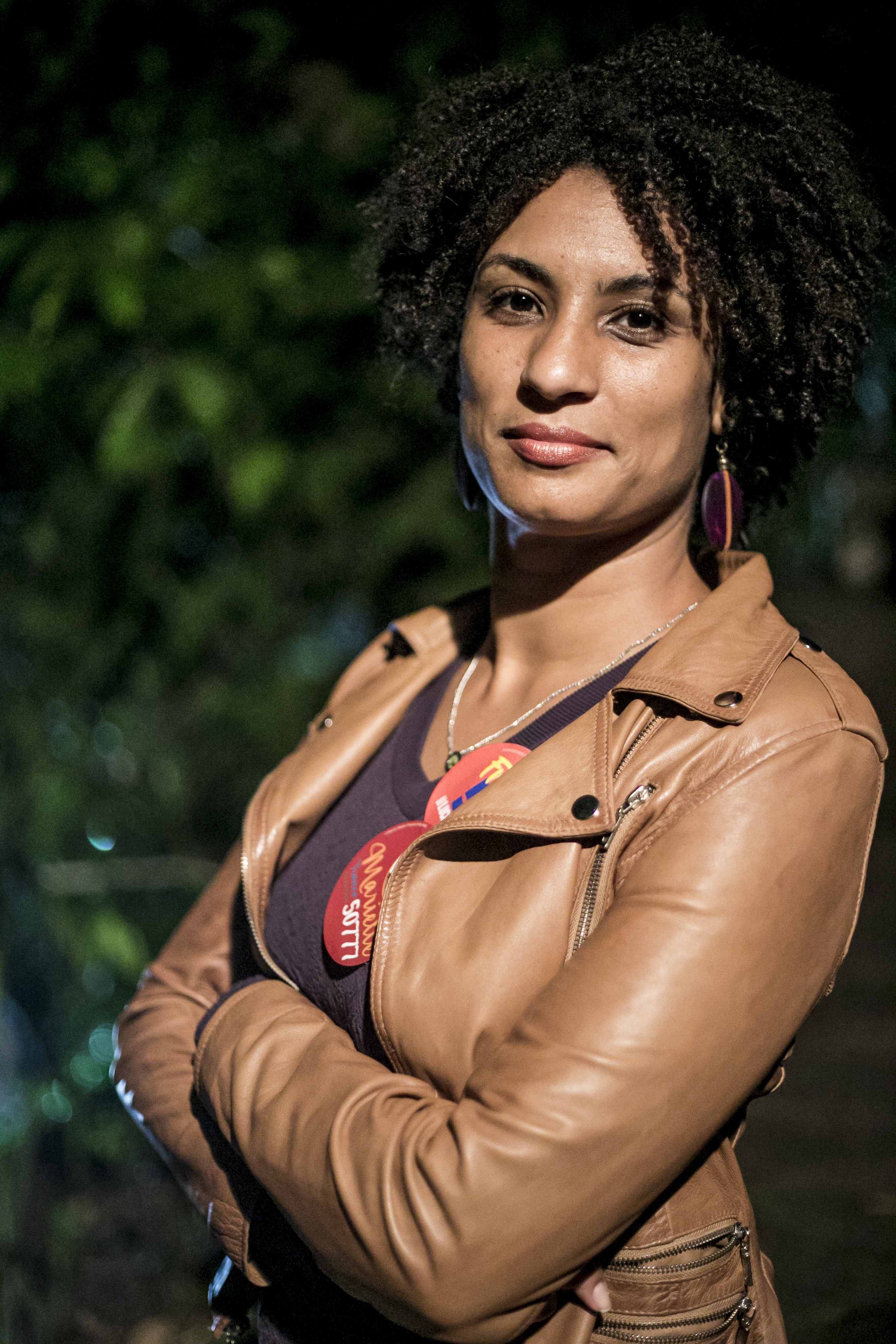
Marielle Franco, militante LGBT assassinée en 2018.

Selon le Grupo Gay da Bahia (GGB), l'ONG pour la défense des droits des homosexuels la plus ancienne du Brésil, le taux de meurtres d'homosexuels au Brésil est particulièrement élevé, avec 3 196 cas signalés entre 1980 et 2009 (soit environ 0,7 cas par an pour 100 000 habitants). GGB fait état de 190 documents concernant des meurtres homophobes au Brésil en 2008, ce qui représente environ 0,5 % des homicides dans ce pays (22 pour 100 000 habitants en 2008). 64 % des victimes étaient des hommes gays, 32 % étaient des personnes transgenres et 4 % étaient lesbiennes.
Pour justifier le nombre élevé de meurtres de personnes transgenres, une hypothèse avancée est la forte implication de ces personnes dans le commerce de la drogue, ce qui les expose à plus de violence que les homosexuels et les hétérosexuels. Les responsables du blog gay brésilien gaysdedireita ont enquêté sur un échantillon de 30 meurtres homosexuels rapportés par les médias en 2009, dont certains utilisés par le GGB dans son rapport statistique national. Ils ont déterminé que la « grande majorité » d'entre eux ont été commis par les partenaires homosexuels des victimes, habituels ou occasionnels (comme les prostitués), les autres raisons étant notamment des dettes impayées à des dealers de drogue.
En 2004, Grupo Gay da Bahia a rendu publique une liste portant les noms de 159 membres de la communauté LGBT assassinés la même année. Une autre liste donne les noms de personnes victimes de violation des droits de l'homme la même année.
Il n'y a pas de rapport officiel sur les crimes de haine, mais une recherche menée en 2005 par le Centre Latino-américain des droits de l'homme à la sexualité (Clam) révéla que 65 % des homosexuels interrogés à la marche des fiertés de São Paulo cette année avaient dit être victimes de violences verbales et/ou d'agressions physiques.
En 2006, le Brésil lança le Brésil contre l'homophobie, une campagne contre l'homophobie à travers tout le pays, comprenant des spots télévisées et des affiches.
D'après un article publié le 11 juin 2007 à la BBC, les militants estiment qu'entre 1980 et 2006, à peu près 2680 homosexuels ont été assassinés au Brésil, la plupart en raison de leur sexualité.
Assassinée en 2018, Marielle Franco était une importante militante des droits humains et LGBT au Brésil.